# Monti Jinggang

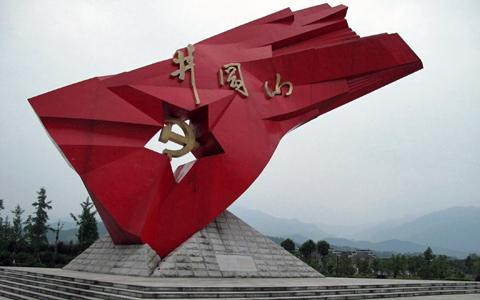
Monumento commemorativo dell'Armata Rossa Cinese su una delle vette dei monti Jinggang.

I monti Jinggang (caratteri cinesi semplificati: 井冈山; caratteri cinesi tradizionali: 井岡山; pinyin: jǐng gāng shān; letteralmente: «montagne dei beni delle vette») si trovano sui monti Luoxiao, in una regione di confine che si estende tra la provincia del Jiangxi e quella dello Hunan in Cina. Coprono quattro distretti, Ninggang, Yongxin, Suichuan e Lingxian, su una superficie di 670 km²; hanno un'altitudine media di 381,5 m e culminano a 1841 m.
Il massiccio comprende a sua volta un gran numero di dorsali parallele ricoperte da fitte foreste. Sui crinali non vi sono terreni coltivati e la maggior parte delle abitazioni sono situate ai piedi dei monti. Il centro abitato principale è Ciping, che è contornato da cinque villaggi - Dajing («grandi beni»), Xiaojing («piccoli beni»), Zhongjing («beni di mezzo»), Xiajing («beni inferiori») e Shangjing («beni superiori») - ai quali il massiccio deve il nome.

## Base dell'armata rossa
I monti Jinggang sono noti per essere il luogo di nascita dell'Esercito Popolare di Liberazione e la «culla della rivoluzione cinese». Dopo che il Kuomintang (KMT) si rivoltò contro il Partito Comunista durante il massacro di Shanghai nel 1927, i comunisti divennero clandestini e si rifugiarono nelle campagne. In seguito alla Rivolta del raccolto autunnale a Changsha, Mao Zedong condusse i suoi mille uomini rimasti sui monti Jinggang, ove stabilì il suo primo soviet contadino.
Mao riorganizzò le sue forze nel villaggio di montagna di Sanwan, consolidandole in un unico reggimento - il «I reggimento, I divisione, della prima armata rivoluzionaria degli operai e dei contadini». Mao strinse alleanza con i capibanda locali Wang Zuo e Yuan Wencai, che già in precedenza avevano avuto alcuni contatti con i comunisti. Il primo anno, pose i suoi quartieri generali nella città di Maoping, una piccola città-mercato circondata da basse colline a guardia del sentiero principale verso i monti Jinggang. A novembre, l'armata occupò Chaling, circa ottanta km a ovest, ma questa posizione venne ripresa rapidamente dalle truppe dell'Esercito Rivoluzionario Nazionale del Kuomintang, che avviò una serie di campagne per accerchiare e sconfiggere i comunisti
Quando la pressione delle truppe del KMT divenne troppo grande, Mao abbandonò Maoping e si ritirò sui monti dove Wang Zuo aveva la sua base a Dajing («grandi beni»), dalla quale poteva controllare i passi. Quell'inverno i comunisti si esercitarono con i banditi locali e l'anno seguente li incorporarono nella loro armata regolare. In febbraio un battaglione dell'armata del Jiangxi del KMT occupò Xincheng, una città a nord di Maoping. Durante la notte del 17 febbraio, Mao lo circondò con tre dei suoi battaglioni e lo fece allontanare il giorno seguente.
Zhu De e i suoi mille uomini rimasti, che avevano partecipato alla fallita Rivolta di Nanchang, si ricongiunsero a Mao Zedong verso la fine dell'aprile 1928. Assieme proclamarono la formazione della IV armata. Tra gli altri veterani che si ricongiunsero alla nuova base vi furono Lin Biao, Zhou Enlai e Chen Yi. La collaborazione tra Mao Zedong e Zhu De fu il punto forte all'epoca della base dei monti Jinggang, base che si estese rapidamente ad includere nell'estate del 1928 la loro sommità e parte di sette distretti con una popolazione di 500.000 abitanti. I due uomini fusero assieme i loro eserciti per formare la quarta «Armata Rossa». Assieme alle forze di Wencai e di Wang Zuo, essa comprendeva più di ottomila uomini.
Nel luglio 1928, il XXVIII e XXIX reggimento di Zhu De invasero lo Hunan con lo scopo di impadronirsi dell'importante centro di comunicazioni di Hengyang. Il XXXI e XXXII reggimento di Mao Zedong rimasero a difendere Maoping e Ninggang fino al ritorno di Zhu. Furono, tuttavia, incapaci di resistere all'avanzata delle unità del Kuomintang del Jiangxi e persero Ninggang e due distretti vicini. Il 30 agosto il giovane ufficiale He Tingying riuscì in qualche modo a controllare lo stretto passo di Huangyangjie con un unico battaglione mal equipaggiato contro tre reggimenti dell'VIII armata dello Hunan e un reggimento di truppe del Jiangxi, impedendo così la riconquista di Maoping.
Man mano che le forze comuniste avanzavano e la pressione del Kuomintang cresceva, la IV armata fu costretta ad allontanarsi. Il 14 gennaio 1929 l'organizzazione si installò a Ruijin, un po' più a sud nella provincia del Jiangxi, ove fu creata la Repubblica sovietica cinese del Jiangxi. Nello stesso tempo, il Kuomintang stava eseguendo un'altra campagna di accerchiamento con 25.000 uomini di quattordici reggimenti. Peng Dehuai era a capo di un raggruppamento di 800 uomini, ciò che restava della V armata. In febbraio le sue truppe si dispersero davanti all'attacco in forze delle truppe dello Hunan di Wu Shang.
Dopo la fondazione nel sud del Jiangxi della Repubblica sovietica cinese del Jiangxi, i monti Jinggang divennero la frontiera settentrionale delle operazioni comuniste. Peng Dehuai tornò con una V armata più forte agli inizi del 1930 e si installò a nord dei monti Jinggang. Alla fine del febbraio 1930, i banditi Yuan Wencai e Wang Zuo furono assassinati dalla guerriglia comunista, probabilmente su ordine delle autorità del soviet del Jiangxi. I loro uomini scelsero Wang Yunlong, fratello minore di Wang Zuo, come nuovo capo. La maggior parte delle forze comuniste lasciò la regione nel 1934, quando ebbe inizio la Lunga marcia. Quando fecero ritorno nel 1949, Wang Yunlong venne sostituito da suo figlio. Venne arrestato, accusato di banditismo e giustiziato.

## Turismo
Come la città natale di Mao Zedong (Shaoshan), i monti Jinggang sono diventati uno dei luoghi più importanti della rivoluzione comunista. Essi furono rappresentati su manifesti, cantati e messi in opera. Durante la Rivoluzione culturale, i monti Jinggang divennero un luogo di pellegrinaggio per le giovani guardie rosse. Esse facevano spesso il viaggio a piedi per rivivere l'esperienza dei loro predecessori rivoluzionari. Al suo apogeo, 30.000 guardie rosse arrivarono in un unico giorno, creando serie difficoltà di approvvigionamento, di alloggio e di salute. Un numero elevato di guardie rosse continuò ad affluire per due mesi, finché il governo prese misure per scoraggiarle.
In anni recenti, i monti Jinggang sono divenuti un'attrazione per i turisti cinesi interessati alla storia rivoluzionaria, con siti come il museo della rivoluzione e il cimitero dei martiri. Nel 1981, una zona di 16,60 km² venne dichiarata zona di protezione naturale. L'anno seguente, i monti Jinggang furono catalogati come zona turistica nazionale prioritaria. Nel maggio 2004, è stato aperto un aeroporto domestico per attirare i turisti.